# Фритюрник
Фритюрникът е домакински електроуред, спадащ към дребната бяла техника. Това е уред за пържене на различни хранителни продукти (картофи, тиквички, патладжани, гъби, месо и др.).
Фритюрникът има капак с филтър и по този начин се възпрепятства пръскането на мазнина навън. Неговото вътрешно покритие е незалепващо (обикновено тефлон). Той разполага с терморегулатор (обикновено от 150 до 190 °C) и контролна лампа. Когато фритюрникът работи, контролната лампа свети. Терморегулаторът също играе и ролята на защита от прегряване, защото изключва уреда при достигане на избраната температура, а след като се охлади малко олиото пак включва уреда, като по този начин поддържа избраната температура. Това включване и изключване става благодарение на биметална пластинка в терморегулатора, която при нагряване се огъва и прекъсва веригата и след като се охлади малко се връща в началната си форма и включва веригата.
Хранителните продукти се пържат в кошница, която се поставя в загрятото олио и след като се опържат, благодарение на тази кошница, могат да бъдат извадени наведнъж и изцедени много лесно.